# Alina Kornelli
Alina Kornelli (* 12. Mai 2000 in München) ist eine deutsch-österreichische Kitesurferin. 

## Leben
Alina Kornelli wurde als Tochter von Dietmar „Didi“ Kornelli geboren, der Weltmeister im Windsurfen wurde, ihre Mutter stammt aus Oberösterreich. Kornelli besitzt die deutsch-österreichische Doppelstaatsbürgerschaft. Ihr Bruder ist der Eishockeyspieler Julian Kornelli. Sie ist mit dem Eishockeyspieler Markus Eisenschmid liiert.
In der Jugend war sie auch als Snowboarderin aktiv und wurde in den bayerischen Snowboardkader aufgenommen, 2015 war sie in der Disziplin Snowboardcross Deutsche Jugendmeisterin und in den Folgejahren zweimal Bayerische Meisterin.

### Deutschland
Kornelli steht seit dem Alter von elf Jahren auf dem Kiteboard. 2017 wurde sie Vize-Europameisterin im Slalom bei der EM im italienischen Gizzeria. Bei den Olympischen Jugend-Sommerspielen 2018 nahm sie für Deutschland in der Disziplin IKA Twin Tip Racing teil und erreichte Platz vier. 2019 holte sie bei den Kitesurf Masters den Gesamtsieg im Slalom und wurde damit Deutsche Meisterin, im Freestyle und Hydrofoil-Racing errang sie Bronze. In Deutschland war sie Mitglied im WSC Starnberg/Reichersbeuern.

### Österreich
2021 erfolgte der Nationenwechsel zum Österreichischen Segel-Verband, 2023 wurde sie Mitglied im Segelclub Kammersee. Im September 2023 wurde sie bei der Europameisterschaft vor Portsmouth in England Achte. Bei der Olympic Last Chance Regatta Ende April 2024 vor Hyères in Frankreich qualifizierte sie sich für die Teilnahme an den Olympischen Sommerspielen 2024 in Paris. Bei der Weltmeisterschaft im Mai 2024 in Hyères belegte sie Platz 17.